# Baia della Kolyma
La baia della Kolyma o baia Kolymskaja (in russo Колымская губа?) è un'insenatura lungo la costa artica siberiana, a est della penisola del Tajmyr, che si affaccia sul mare della Siberia orientale. Si trova in Russia, nell'Allaichovskij ulus della Sacha-Jacuzia.

## Geografia
La baia della Kolyma si trova a est della foce dell'Indigirka, si apre verso est, si protende nella terraferma per 21 km e ha una larghezza all'ingresso di 9 km. Uno dei bracci in cui si divide il delta dell'Indigirka sfocia nella baia: il canale Kolymskaja (проток Колымская). La costa è bassa e paludosa con la vegetazione tipica della tundra. Per la maggior parte dell'anno è ricoperta dal ghiaccio. Non dev'essere confusa con il golfo della Kolyma che si trova 330 km a sud-est.

### Isole
Nella parte più interna della baia si trovano le isole Terjuttjach (остров Терюттях, 70°58′23″N 151°41′39″E) ed Ėmkėryndinskij (остров Эмкэрындинский, 70°59′11″N 151°37′20″E).
All'ingresso della baia, a est, ci sono le isole Kolesovskie.